# Duttaphrynus
Duttaphrynus is een geslacht van kikkers uit de familie padden (Bufonidae). De wetenschappelijke naam van het geslacht werd in 2006 gepubliceerd door Darrel Richmond Frost et al..
Van dit geslacht komen vertegenwoordigers voor in grote delen van Azië, te weten in China, Pakistan, Nepal, India, Sri Lanka, Sumatra, Java, Borneo, Maleisië en Bali. Duttaphrynus melanostictus (vroeger Bufo melanostictus) heeft het grootste verspreidingsgebied. Deze soort is ook geïntroduceerd op Celebes. Met de in 2013 beschreven Duttaphrynus chandai zijn er 27 soorten.

## Soorten
- Duttaphrynus atukoralei
- Duttaphrynus beddomii
- Duttaphrynus brevirostris
- Duttaphrynus chandai
- Duttaphrynus crocus
- Duttaphrynus dhufarensis
- Duttaphrynus himalayanus
- Duttaphrynus hololius
- Duttaphrynus kiphirensis
- Duttaphrynus kotagamai
- Duttaphrynus mamitensis
- Duttaphrynus manipurensis
- Duttaphrynus melanostictus
- Duttaphrynus microtympanum
- Duttaphrynus mizoramensis
- Duttaphrynus nagalandensis
- Duttaphrynus noellerti
- Duttaphrynus olivaceus
- Duttaphrynus parietalis
- Duttaphrynus scaber
- Duttaphrynus silentvalleyensis
- Duttaphrynus stomaticus
- Duttaphrynus stuarti
- Duttaphrynus sumatranus
- Duttaphrynus totol
- Duttaphrynus valhallae
- Duttaphrynus wokhaensis

Adenomus · 
Altiphrynoides · 
Amazophrynella · 
Anaxyrus · 
Ansonia · 
Atelopus · 
Barbarophryne · 
Blythophryne · 
Bufo · 
Bufoides · 
Bufotes · 
Capensibufo · 
Churamiti · 
Dendrophryniscus · 
Didynamipus · 
Duttaphrynus · 
Epidalea · 
Frostius · 
Ghatophryne · 
Incilius · 
Ingerophrynus · 
Laurentophryne · 
Leptophryne · 
Melanophryniscus · 
Mertensophryne · 
Metaphryniscus · 
Nannophryne · 
Nectophryne · 
Nectophrynoides · 
Nimbaphrynoides · 
Oreophrynella · 
Osornophryne · 
Parapelophryne · 
Pedostibes · 
Pelophryne · 
Peltophryne · 
Phrynoidis · 
Poyntonophrynus · 
Pseudobufo · 
Rentapia · 
Rhaebo · 
Rhinella · 
Sabahphrynus · 
Schismaderma · 
Sclerophrys · 
Strauchbufo · 
Truebella · 
Vandijkophrynus · 
Werneria · 
Wolterstorffina · 
Xanthophryne